# La Virgen de Guadalupe
La Virgen de Guadalupe ist ein mexikanischer Film aus dem Jahr 1976. Er behandelt die Marienerscheinungen Unserer Lieben Frau von Guadalupe, die im Dezember 1531 im Stadtviertel Guadalupe am nördlichen Stadtrand von Mexiko-Stadt dem Indigenen Juan Diego Cuauhtlatoatzin erschien. Es handelt es sich um eine Neuverfilmung von La Virgen morena (1942).

## Handlung
Im Dezember 1531 töten spanische Truppen unter Führung von Captain Delgadillo mexikanische Ureinwohner, wogegen Priester beim Vizekönig protestieren. Der junge aztekische Anführer Temoc entführt die Tochter des Vizekönigs, um ihr die Schönheit der aztekischen Kultur zu zeigen; beide verlieben sich ineinander. Zu Temocs Enttäuschung bekehren sich einige Ureinwohner zum Christentum.
In der Zwischenzeit erscheint die Heilige Jungfrau Maria dem armen und friedlichen Ureinwohner Juan Diego; er soll dem örtlichen Bischof den Auftrag übermitteln, dass an dem Ort ihrer Erscheinung eine Kapelle gebaut werden soll. Als der Bischof einen Beweis fordert, lässt sie in der Nähe ihrer Erscheinungen Rosen wachsen, die Don Juan pflückt und dem Bischof überbringt. Als sich in dem Mantel, in dem Juan Diego die Rosen transportiert, das Antlitz der „Jungfrau von Guadalupe“ abzeichnet, glaubt ihm der Bischof. Auch Temoc lässt sich bekehren.

## Auszeichnungen
Im Jahr 1979 wurde Fernando Allende beim Premio ACE als Bester Darsteller ausgezeichnet.